# El Djazia
El Djazia (em árabe: الجازية) é uma comuna localizada na província de Oum El Bouaghi, Argélia. De acordo com o censo de 2008, a população total da cidade era de 3 878 habitantes.